# Thompson/Center Contender
Le Thompson/Center Contender est un pistolet ou un fusil à un coup (en) basculant (en) introduit en 1967 par Thompson/Center Arms (en). Il peut être chambré dans des cartouches allant du .17 Bumble Bee (en) au .45-70 Government.

## Histoire
Dans les années 1960, Warren Center, met au point un pistolet à un coup et à cran d'arrêt. En 1965, Center rejoint la K.W. Thompson Tool Company, qui présente ce modèle sous le nom de Thompson-Center Contender en 1967. Bien qu'il coûte plus cher que certains revolvers de chasse, sa flexibilité lui permettant de tirer plusieurs calibres en changeant simplement le canon et le viseur, ainsi que sa plus grande précision, l'ont rendu populaire auprès des chasseurs à l'arme de poing. Lorsque K.W. Thompson Tool commence à commercialiser le pistolet Contender de Center, le nom de la société devient Thompson/Center Arms Company.
À l'origine, les calibres utilisés se situaient à l'extrémité inférieure du spectre du recul, comme le .22 LR, le .22 WMR, le .22 Hornet, le .38 Special et le .22 Remington Jet, mais lorsque les calibres Magnum ont pris leur essor dans les années 1970, le Contender est rapidement devenu très populaire auprès des amateurs de tir.

## Conception
La caractéristique la plus inhabituelle du Contender est la façon dont le canon est fixé à la carcasse. En retirant l'avant-bras, un grand axe de charnière est exposé ; en poussant cet axe de charnière vers l'extérieur, le canon peut être retiré. Comme le viseur et l'extracteur restent fixés au canon dans la conception du Contender, la carcasse elle-même ne contient pas de caractéristiques spécifiques à la cartouche. Un canon d'un autre calibre ou d'une autre longueur peut être installé et goupillé en place, l'avant-bras remplacé, et le pistolet est prêt à tirer avec un canon différent et des organes de visée pré-alignés. Cela permet de changer facilement de calibre, de viseur et de longueur de canon, un simple tournevis plat étant nécessaire pour effectuer ce changement.
La carcasse du Contender est équipée de deux percuteurs et d'un sélecteur sur le chien exposé pour permettre au tireur de choisir entre les percuteurs de type annulaire ou centrale, ou de sélectionner une position de sécurité à partir de laquelle aucun percuteur ne peut percuter l'amorce. La conception initiale du Contender n'avait pas de position de sécurité centrale sur le chien, mais seulement des positions de percuteur à percussion centrale et à percussion annulaire, chacune pouvant être sélectionnée à l'aide d'un tournevis.
Trois variantes du design original du Contender ont été développées par la suite, se distinguant facilement par le design du chien. La première variante a un bouton poussoir sur le chien pour choisir entre percussion annulaire ou centrale, la deuxième variante a un interrupteur à bascule gauche-centre-droite pour choisir les percuteurs centrale-sécurité-annulaire, et la troisième variante a une sélection horizontale de la culasse pour choisir les positions des percuteurs centrale-sécurité-annulaire. Ces trois variantes du Contender ont un couguar gravé sur les côtés de la boîte de vitesses, ce qui permet de les distinguer facilement du Contender G2 plus récent, dont la boîte de vitesses a des côtés lisses sans couguar gravé. Certains des tout premiers Contender, ceux qui nécessitaient un tournevis pour faire passer le percuteur de l'arme de percussion annulaire à percussion centrale, avaient des flancs lisses, sans le couguar gravé sur les flancs.
Les modèles originaux du Contender sont dotés d'une gâchette réglable, permettant au tireur de modifier à la fois l'ouverture et la fermeture de la gâchette, ce qui permet à l'utilisateur de choisir une gamme de pressions de la gâchette allant d'une pression assez lourde, adaptée au port du pistolet lors de la chasse, à une « gâchette à cheveux », adaptée au tir sur cible à longue distance.
Contrairement au G2 Contender, le Contender original peut être tiré à sec en toute sécurité (à condition que le chien ne soit pas retiré du deuxième cran) pour permettre au tireur de se familiariser avec la pression sur la détente. Pour s'entraîner au tir à sec, il suffit d'actionner la détente en laissant le chien dans la position du deuxième cran. Les G2 à percuteur commutable (à percussion centrale ou à percussion annulaire) peuvent être tirés à sec en toute sécurité avec le chien uniquement en position de sécurité (centrale).

## Canons
Les canons ont été fabriqués dans des calibres de 6, 8+3/4, 10, 12, 14, 16, 21 et 24 (150,220, 250, 300, 360, 410, 530 et 610 mm). Des canons de cartouches à plus fort recul ont été fabriqués avec des freins de bouche intégrés. Les canons du Contender original peuvent être utilisés sur le Contender G2, sorti plus tard, et les canons G2 peuvent être utilisés sur les montures Contender originales dont le numéro de série est supérieur à 195 000.
Les premiers canons, du début à la fin de l'année 1967, étaient tous octogonaux avec une patte de fond plate, et n'étaient disponibles qu'en calibre 10 et 8+3/4 (250 et 220 mm). Le groupe suivant de canons, de la fin 1967 à 1972, était disponible en calibres 6, 8+3/4 et 10 (150, 220 et 250 mm). Plus tard, des canons ronds ont été ajoutés dans une plus grande variété de calibres, en 10, 12 et 14 (250, 300 et 360 mm). De même, des canons ronds dans des configurations plus lourdes (bull), appelés respectivement Super 14 pistl et Super 16 pistol, ont été ajoutés. Les canons de carabine en calibres 16 et 21 (410 et 530 mm) ont été ajoutés pour le Contender.
Les viseurs de tous les canons de pistolet ont varié, allant d'une mire basse uniquement, dans les premières années, à un choix de mires basses ou hautes, ou sans mire, pour les canons de pistolet destinés à être utilisés avec une lunette de visée. Certains canons ont parfois été équipés d'éjecteurs et d'extracteurs, ou d'extracteurs uniquement, ainsi que d'une patte de fond plate, d'une patte de fond étagée ou d'une patte de fond fendue. Sur les canons dotés uniquement d'un extracteur, environ un quart de la cartouche vide est extrait lors de l'ouverture du mécanisme. Les canons sont disponibles en version bleuie ou inoxydable, pour correspondre aux finitions disponibles sur les receveurs Contender.
Contrairement à la plupart des autres mécanismes d'armes à feu (en), la conception de l'arme à canon basculant n'exige pas que les canons soient spécialement adaptés à chaque mécanisme. Tout canon, à l'exception d'un canon Herrett, fabriqué pour un Contender s'adaptera à n'importe quelle carcasse, ce qui permet au tireur d'acheter des canons supplémentaires dans différents calibres pour une fraction du coût d'une arme à feu complète. Comme les organes de visée sont montés sur le canon, ils restent alignés et réglés entre les changements de canon.

## Accessoires
Les poignées de pistolet, les crosses et les avant-becs sont disponibles en noyer teinté ou en matériaux composites réduisant le recul. Différents avant-trains sont nécessaires pour les canons octogonaux, ronds et à boulets. Les parties avant sont dotées d'un assortiment d'un ou deux points de fixation à vis, utilisés pour fixer les parties avant au canon avec un ou deux points de fixation correspondants. Universellement, les avant-trains, en plus de se fixer au canon, recouvrent l'unique axe de charnière qui relie le canon à la boîte de culasse.
La crosse et le fourreau en bois sont fabriqués spécifiquement pour Thompson Center par une scierie du Kansas.

## Calibres
Les calibres disponibles pour le Contender étaient initialement limités, s'arrêtant juste avant les cartouches de fusil de la classe .308 Winchester. Toutefois, presque toutes les cartouches, du .22 Long Rifle au .30-30 Winchester sont acceptables, à condition de ne pas dépasser une pression de pointe de 48 000 CUP. Cette flexibilité a provoqué un boom dans le développement de cartouches Wildcat (en) adaptées au Contender, telles que les 7-30 Waters (en) et .357 Herrett et les diverses cartouches TCU (en), dont la plupart étaient généralement basées sur les étuis .30-30 Winchester ou .223 Remington largement disponibles. Le plus grand calibre d'usine proposé pour le Contender était le .45-70, qui, bien qu'il s'agisse d'un étui beaucoup plus grand que le .308, est toujours utilisable en raison des pressions de cartouche relativement faibles de la cartouche originale à poudre noire par rapport aux limites de la face de la culasse du récepteur du Contender. Les fabricants d'armes sur mesure ont complété la sélection, comme la ligne de cartouches JDJ de J. D. Jones (en) basée sur les cartouches .225 Winchester (en) et .444 Marlin (en). D'autres fabricants de canons ont repoussé les limites fixées par l'usine et ont chambré les canons Contender dans des cartouches plus légères de la classe .308 comme la .243 Winchester. Le Contender peut tirer des cartouches de fusil de chasse de calibre .410, soit par le canon .45 Colt/.410 ou par le calibre 21 (530 mm). Un canon perforé et rayé en .44 Magnum a été mis à disposition pour l'utilisation de cartouches à grenaille dans un canon .44 Magnum à étranglement amovible, l'étranglement étant utilisé pour décoller la grenaille des rayures du canon, ou, en retirant l'étranglement, pour l'utilisation de cartouches standard en .44 Magnum. Le degré de flexibilité offert par la conception du Contender est unique pour expérimenter de nouvelles cartouches, des charges manuelles, des longueurs de canon et des cartouches.

## G2
Le Contender original est aujourd'hui connu sous le nom de Contender de première génération (G1) et a été remplacé par le Contender G2 en 1998. Le nouveau modèle a les mêmes dimensions que le Contender original, mais il utilise un groupe de détente de type Encore. En raison des modifications apportées au mécanisme de la détente et des différences dans l'angle de la poignée par rapport à l'axe de l'arme, les crosses et les poignées de pistolet sont différentes entre les Contender G1 et G2 et ne sont pas interchangeables. Le G2 utilise essentiellement les mêmes canons et avant-trains que le Contender original et les canons sont interchangeables, à deux exceptions près : les canons à chargement par la bouche G2, qui ne s'adaptent qu'à la carcasse G2, et les canons/avant-trains Herrett, qui ne peuvent être utilisés que sur une carcasse G1.

## Fabrication
Lancé en 1967, le Contender a été abandonné en 2000. L'année de fabrication est déterminée par les numéros de série comme suit :
| Numéro de série du Blue Contender |                   |                   |                       |                       |
| Année                             | De janvier à juin | De janvier à juin | De juillet à décembre | De juillet à décembre |
| 1967                              | 1001              | 2250              |                       |                       |
| 1968                              | 2251              | 3060              | 3061                  | 4330                  |
| 1969                              | 4331              | 7500              | 7501                  | 11075                 |
| 1970                              | 11076             | 14501             | 14502                 | 15360                 |
| 1971                              | 15361             | 16850             | 16851                 | 17885                 |
| 1972                              | 17886             | 19800             | 19801                 | 22400                 |
| 1973                              | 22401             | 24750             | 24751                 | 27090                 |
| 1974                              | 27091             | 30100             | 30101                 | 34500                 |
| 1975                              | 34501             | 38401             | 38402                 | 47890                 |
| 1976                              | 47891             | 60670             | 60671                 | 67875                 |
| 1977                              | 67876             | 74825             | 74826                 | 80398                 |
| 1978                              | 80399             | 91872             | 91873                 | 108344                |
| 1979                              | 108345            | 133856            | 133857                | 153636                |
| 1980                              | 153637            | 169090            | 169091                | 173516                |
| 1981                              | 173517            | 181663            | 181664                | 196703                |
| 1982                              | 196704            | 208412            | 208413                | 220806                |
| 1983                              | 220807            | 227176            | 227177                | 234850                |
| 1984                              | 234851            | 246791            | 246792                | 256525                |
| 1985                              | 256526            | 265000            | 265001                | 273800                |
| 1986                              | 273801            | 287000            | 287001                | 297200                |
| 1987                              | 297201            | 310599            | 310600                | 317099                |
| 1988                              | 317100            | 327999            | 328000                | 335200                |
| 1989                              | 335201            | 351700            | 351701                | 357200                |
| 1990                              | 357201            | 366900            | 366901                | 370677                |
| 1991                              | 370678            | 382852            | 382853                | 386697                |
| 1992                              | 386698            | 399679            | 399680                | 407884                |
| 1993                              | 407885            | 411796            | 411797                | 418410                |
| 1994                              | 418411            | 427890            | 427891                | 430597                |
| 1995                              | 430598            | 435934            | 435935                | 438365                |
| 1996                              | 438366            | 443306            | 443307                | 446201                |
| 1997                              | 446202            | 446735            | 446736                | 450227                |
| 1998                              | 450228            | 452512            | 452513                | 453321                |
| 1999                              | 453322            | 455590            | 455591                | 456568                |
| 2000                              | 456569            |                   |                       |                       |

| Numéro de série pour le Contender en acier inoxydable |                   |                   |                       |                       |
| Année                                                 | De janvier à juin | De janvier à juin | De juillet à décembre | De juillet à décembre |
| 1990                                                  |                   |                   |                       |                       |
| 1991                                                  |                   |                   |                       |                       |
| 1992                                                  |                   |                   |                       |                       |
| 1993                                                  | S1100             | S11666            | S11667                | S14723                |
| 1994                                                  | S14724            | S18041            | S18042                | S23103                |
| 1995                                                  | S23104            | S28044            | S28045                | S29610                |
| 1996                                                  | S29611            | S33187            | S33188                | S36551                |
| 1997                                                  | S36552            | S36908            | S36909                | S38434                |
| 1998                                                  | S38435            | S40173            | S40518                | S40895                |
| 1999                                                  | S40896            | S41922            | S41923                | S42280                |
| 2000                                                  | S42281            |                   |                       |                       |